# Béla Kárpáti
Béla Kárpáti (Felsőgalla, 30 settembre 1929 – Budapest, 31 dicembre 2003) è stato un allenatore di calcio e calciatore ungherese, di ruolo difensore.

## Palmarès

### Giocatore

#### Competizioni nazionali
- Campionato ungherese: 3

Vasas: 1957, 1960-1961, 1961-1962

#### Competizioni internazionali
- Coppa Mitropa: 3

Vasas: 1956, 1957, 1962